# 戴丽丽
戴丽丽（1964年—），浙江温州人，中国女子乒乓球运动员。曾获得1983年世界乒乓球锦标赛女子双打冠军，1985年世界乒乓球锦标赛女子双打、团体冠军和单打季军，1987年世界乒乓球锦标赛女子双打亚军、团体冠军和单打季军。